# The Old Maid's Valentine (film 1910)
The Old Maid's Valentine è un cortometraggio muto del 1910. Il nome del regista non viene riportato nei credit del film.

## Produzione
Il film fu prodotto dalla Vitagraph Company of America.

## Distribuzione
Distribuito dalla Vitagraph Company of America, il film - un cortometraggio di 175 metri - uscì nelle sale cinematografiche statunitensi l'11 gennaio 1910. È stato distribuito come split reel assieme al cortometraggio drammatico The Call Boy's Vengeance.